# Maximilian Lips

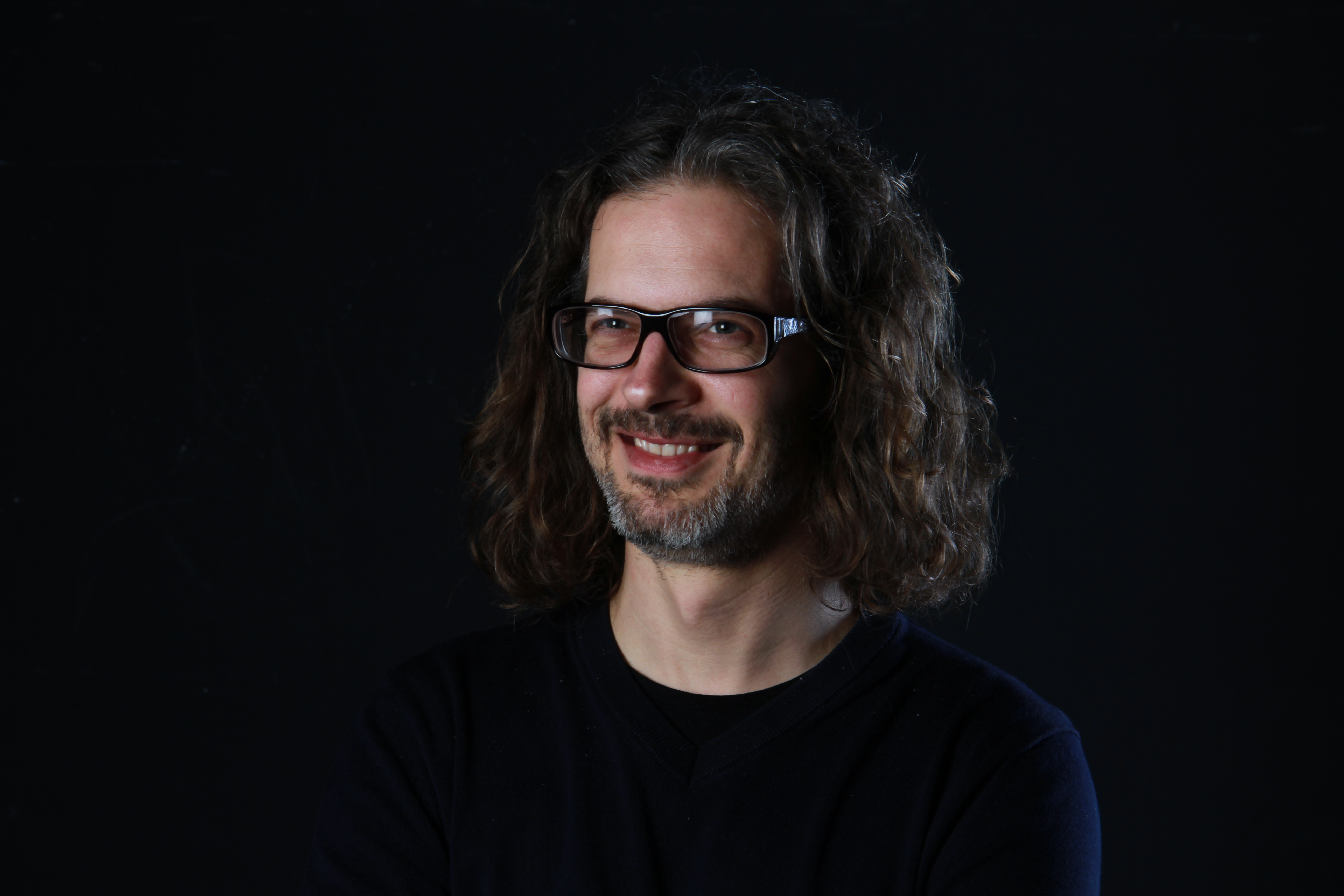
Maximilian Lips auf der Jahreshauptversammlung des Bundesverbandes Kinematografie, Hamburg 2015

Maximilian Lips (* 8. Juni 1972 in Hamburg) ist ein deutscher Kameramann.

## Leben
Maximilian Lips wurde in Hamburg geboren. 1992 machte er sein Abitur. 2006 beendete er mit dem Diplomfilm Der Mungo sein Filmstudium an der Hamburg Media School (ehem. Filmstudium Hamburg der Universität Hamburg) unter der Leitung von Hark Bohm, Karl Walter Lindenlaub und Wedigo von Schultzendorff. Sein Debüt als Kameramann für einen Langspielfilm gab er 2009 mit der von Oliver Dommenget inszenierten Fernsehkomödie Klick ins Herz für SAT.1.
Er ist Mitglied im Berufsverband Kinematografie BVK.

## Filmografie (Auswahl)
- 2006: Der Mungo Regie: Philipp Osthus
- 2009: Klick ins Herz Regie: Oliver Dommenget
- 2010: spirituelle Räume (Doku-Reihe für arte)
- 2011: Balthasar Berg – Sylt sehen und sterben Regie: Lars Jessen
- 2011: Kissenschlacht (Fernsehfilm) Regie: Peter Stauch
- 2012, 2014, 2017: Heiter bis tödlich: Morden im Norden
- 2012: Die Blaumänner (Fernsehreihe) Regie: Miko Zeuschner
- 2013: Neue Adresse Paradies (Fernsehfilm) Regie: Peter Stauch
- 2013: Heldt Regie: Philipp Osthus
- 2014: Neues aus Büttenwarder (Fernsehserie) Regie: Guido Pieters
- 2014: Immer wieder anders (Fernsehfilm) Regie: Matthias Steurer
- 2015: Vier kriegen ein Kind (Fernsehfilm) Regie: Matthias Steurer
- 2015: Sibel und Max (Fernsehserie) Regie: Matthias Kopp
- 2015: Neues aus Büttenwarder (Fernsehserie)  Regie: Guido Pieters
- 2015: Brixi – mich gibt’s nur zweimal (Kurzfilm)  Regie: Guido Pieters
- 2016: Neues aus Büttenwarder (Fernsehserie) Regie: Guido Pieters
- 2016: Die Kanzlei  (Fernsehserie) Regie: Miko Zeuschner
- 2016: Großstadtrevier (Fernsehserie) Regie: Jan Růžička
- 2017: Neues aus Büttenwarder (Fernsehserie) Regie: Miko Zeuschner
- 2017: Bad Cop – kriminell gut  (Fernsehserie) Regie: Oliver Dommenget
- 2017: SOKO Hamburg (Fernsehserie) Regie: Miko Zeuschner
- 2018: Hubert ohne Staller (Fernsehserie) Regie: Philipp Osthus
- 2018: Familie Dr. Kleist (Fernsehserie) Regie: Oliver Dommenget
- 2018: Neues aus Büttenwarder (Fernsehserie) Regie: Miko Zeuschner
- 2018: Der Bergdoktor  (Fernsehserie) Regie: Jan Bauer
- 2018: Hüftkreisen mit Nancy (ZDF-Fernsehfilm)  Regie: Miko Zeuschner
- 2019: Neues aus Büttenwarder (Fernsehserie) Regie: Guido Pieters
- 2019: Familie Dr. Kleist (Fernsehserie) Regie: Carsten Meyer-Grohbrügge
- 2019: Familie Dr. Kleist (Fernsehserie) Regie: Heidi Kranz
- 2019: Käse und Blei (NDR)  Regie: Félix Koch
- 2019: Watzmann ermittelt (ARD-Fernsehserie)  Regie: Heidi Kranz
- 2020: Da is’ ja nix (NDR-Mini-Serie) Regie: Matthias Steurer
- 2020: Die Heiland – Wir sind Anwalt (ARD-Serie) Regie: Jan Bauer
- 2021: In aller Freundschaft – Die jungen Ärzte (ARD-Serie) Regie: Jan Bauer
- 2021: Neues aus Büttenwarder (Fernsehserie) Regie: Stephanie Stoecker
- 2021: Lena Lorenz (ZDF-Serie) Regie: Jan Bauer
- 2022: Lena Lorenz (ZDF-Serie) Regie: Jan Bauer
- 2022: Notruf Hafenkante (Fernsehserie) Regie: Bogdana Lorenz & Stephanie Stoecker
- 2023: Hotel Mondial (ZDF-Serie) Regie: Oliver Muth
- 2023: Die Kanzlei (ARD-Serie) Regie: Stephanie Stoecker
- 2024: Tiere bis unters Dach (ARD-Serie) Regie: Dirk Regel

## Auszeichnungen
- 2006: Camerimage, Lodz, Polen, Student Etudes Competition, nominiert mit Bass in contra
- 2007: Studio Hamburg Nachwuchspreis mit Der Mungo
- 2007: Shocking Shorts nominiert mit Der Mungo
- 2019: Goldene Kamera mit Der Bergdoktor (Beliebteste Heimatserie)
- 2019: Goldene Kamera nominiert mit Neues aus Büttenwarder (Beliebteste Heimatserie)